# Skye and Ross from Morcheeba: Live in Concert Tour
Lo Skye | Ross from Morcheeba: Live in Concert Tour, chiamato anche semplicemente Skye | Ross from Morcheeba è il primo tour mondiale della cantante Skye Edwards e del chitarrista Ross Godfrey nel gruppo inglese Skye and Ross dopo la militanza quasi ventennale nei Morcheeba, in supporto del loro primo album Skye and Ross. La prima parte del tour, annunciata ad aprile 2016, tocca città diverse in USA, Canada ed Europa. La band si è esibita in numerosi Festival e apparizioni facendo anche da spalla all'artista britannico Seal durante il concerto all'Old Royal Naval College Greenwich il 6 luglio 2016.

## Scaletta
Skye and Ross hanno sempre cantato le stesse canzoni, seppure non sempre in quest'ordine
1. Trigger Hippie
2. Friction
3. World Looking In
4. All My Days
5. Otherwise
6. The Sea
7. Light of Gold
8. Let's Dance (cover di David Bowie)
9. Hold On
10. Blood Like Lemonade
11. How to Fly
12. Blindfold
13. Let Me See
14. Clear My Mind
15. Rome Wasn't Built in a Day

## Date del tour
| Data              | Città                  | Paese                   | Luogo                             |
| ----------------- | ---------------------- | ----------------------- | --------------------------------- |
| Europa            |                        |                         |                                   |
| 30 aprile 2016    | Maiorca                | Spagna                  | Mallorca Live Festival            |
| 4 giugno 2016     | Parigi                 | Francia                 | Le Trianon                        |
| 11 giugno 2016    | Dumfries               | Regno Unito             | Eden Festival                     |
| 2 luglio 2016     | Lewes                  | Regno Unito             | Love Supreme Festival             |
| 6 luglio 2016     | Londra                 | Regno Unito             | Old Royal Naval College Greenwich |
| 13 luglio 2016    | Fribourg               | Svizzera                | Les Georges Festival              |
| 15 luglio 2016    | Roma                   | Italia                  | Porta di Roma Live                |
| 17 luglio 2016    | Sibenico               | Croazia                 | St Michaels Fortress              |
| 22 luglio 2016    | Madera                 | Portogallo              | Festival Nos Summer               |
| 29 luglio 2016    | Tbilisi                | Georgia                 | Tblisi Open Air Festival          |
| 31 luglio 2016    | Kapolcs                | Ungheria                | Művészetek Völgye                 |
| 5 agosto 2016     | Praga                  | Repubblica Ceca         | SAZAVA FESTIVAL                   |
| Nord America      |                        |                         |                                   |
| 23 agosto 2016    | Toronto                | Canada                  | The Danforth Music Hall           |
| 25 agosto 2016    | Washington             | Stati Uniti d'America   | 9:30 Club                         |
| 27 agosto 2016    | Boston                 | Stati Uniti d'America   | Paradise Rock Club                |
| 28 agosto 2016    | New York               | Stati Uniti d'America   | Afropunk Festival                 |
| 30 agosto 2016    | Vancouver              | Canada                  | Fortune Sound Club                |
| 31 agosto 2016    | Seattle                | Stati Uniti d'America   | The Showbox                       |
| 2 settembre 2016  | San Francisco          | Stati Uniti d'America   | The Regency Ballroom              |
| 3 settembre 2016  | Solana Beach           | Stati Uniti d'America   | Belly Up                          |
| 4 settembre 2016  | Los Angeles            | Stati Uniti d'America   | The Roxy                          |
| Europa            |                        |                         |                                   |
| 10 settembre 2016 | Basilea                | Svizzera                | Augusta Raurica                   |
| 16 settembre 2016 | Bari                   | Italia                  | Acqua in Testa                    |
| 17 settembre 2016 | Terni                  | Italia                  | Terni Festival                    |
| 2 ottobre 2016    | Mosca                  | Russia                  | Yotaspace                         |
| 3 ottobre 2016    | San Pietroburgo        | Russia                  | A2                                |
| 5 ottobre 2016    | Cracovia               | Polonia                 | Rotunda                           |
| 6 ottobre 2016    | Varsavia               | Polonia                 | Progresja                         |
| 7 ottobre 2016    | Danzica                | Polonia                 | Stary Manez                       |
| 8 ottobre 2016    | Poznań                 | Polonia                 | Culture Centre Zamek              |
| 10 ottobre 2016   | Berlino                | Germania                | Columbia Theatre                  |
| 11 ottobre 2016   | Amburgo                | Germania                | Mojo Club                         |
| 12 ottobre 2016   | Colonia                | Germania                | Clubbahnof Ehrenfled              |
| 13 ottobre 2016   | Stoccarda              | Germania                | Im Wizemann                       |
| 16 ottobre 2016   | Maastricht             | Paesi Bassi             | Muziekgieterj                     |
| 17 ottobre 2016   | Amsterdam              | Paesi Bassi             | Paradiso                          |
| 19 ottobre 2016   | Thônex                 | Svizzera                | Thônex                            |
| 20 ottobre 2016   | Parigi                 | Francia                 | ELYSEE MONTMARTRE                 |
| 21 ottobre 2016   | Hérouville-Saint-Clair | Francia                 | Big Band Café                     |
| 22 ottobre 2016   | Mérignac               | Francia                 | Krakatoa                          |
| 30 ottobre 2016   | Birmingham             | Regno Unito             | Elgar Concert Hall                |
| 31 ottobre 2016   | Bristol                | Regno Unito             | The Lantern                       |
| 1º novembre 2016  | Hove                   | Regno Unito             | The Old Market                    |
| 2 novembre 2016   | Londra                 | Regno Unito             | Islington Assembly Rooms          |
| 4 novembre 2016   | Manchester             | Regno Unito             | Band on the Wall                  |
| 22 novembre 2016  | Sofia                  | Bulgaria                | National Palace of Culture        |
| 23 novembre 2016  | Bucarest               | Romania                 | Sala Palatului                    |
| 25 novembre 2016  | Skopje                 | Repubblica di Macedonia | Youth Cultural Centre (MKC)       |
| 26 novembre 2016  | Zagabria               | Croazia                 | Tvornica kulture                  |
| 27 novembre 2016  | Budapest               | Ungheria                | Durer Kert                        |
| 28 novembre 2016  | Košice                 | Slovacchia              | Tabacka                           |
| Oceania           |                        |                         |                                   |
| 12 febbraio 2017  | Perth                  | Australia               | Perth International Arts Festival |
| 17 febbraio 2017  | Auckland               | Nuova Zelanda           | Splore Festival                   |
| Europa            |                        |                         |                                   |
| 3 giugno 2017     | Podgorica              | Montenegro              | Stadionu malih sportova           |
| 11 giugno 2017    | Playa de las Américas  | Spagna                  | The Beach                         |
| 17 giugno 2017    | Londra                 | Regno Unito             | Crystal Palace Park               |
| 23 giugno 2017    | Podu Iloaiei           | Romania                 | After Hills Festival              |
| 24 giugno 2017    | Mosca                  | Russia                  | Bosco Fresh Festival              |
| 4 luglio 2017     | Montreux               | Svizzera                | Montreux Jazz Club                |
| 5 luglio 2017     | Enghien-les-Bains      | Francia                 | Theatre Casino Barrière           |
| 7 luglio 2017     | Monts                  | Francia                 | Château de Candé                  |
| 8 luglio 2017     | Autrans                | Francia                 | CHAPITEAU                         |
| 10 luglio 2017    | Istres                 | Francia                 | Pavillon De Grignan               |
| 11 luglio 2017    | Puget-sur-Argens       | Francia                 | Les Mas Des Escaravatiers         |
| 15 luglio 2017    | Guéret                 | Francia                 | Aérodrome de Guéret/Saint Laurent |
| 16 luglio 2017    | Carcassonne            | Francia                 | Theatre Jean Deschamps            |
| 21 luglio 2017    | Boulogne-sur-Mer       | Francia                 | GARE MARITIME                     |
| 22 luglio 2017    | Pordenone              | Italia                  | Pordenone Blues Festival          |
| 24 luglio 2017    | Segrate                | Italia                  | Circolo Magnolia                  |
| 25 luglio 2017    | Dornbirn               | Austria                 | Dornbirn Conrad Sohm              |
| 26 luglio 2017    | Lucerna                | Svizzera                | Blue Balls Festival               |
| 27 luglio 2017    | Bellaria-Igea Marina   | Italia                  | Beky Bay Beach Village            |
| 25 agosto 2017    | Frossay                | Francia                 | LE MIGRON                         |
| 28 agosto 2017    | Bochum                 | Germania                | Zelt Festival Rhur                |
| 7 settembre 2017  | Cenon                  | Francia                 | Parc Palmer                       |
| 9 settembre 2017  | Cenon                  | Francia                 | CLIMAX FESTIVAL                   |